# Московская городская Дума 2 созыва
Московская городская дума II созыва (1997—2001 гг) начала свою работу в декабре 1997 года. В состав вошли 35 депутатов, избранных путем тайного голосования из 357 кандидатов. Выборы прошли 14 декабря 1997 года.

## Выборы
Выборы в Думу II созыва состоялись 14 декабря 1997 года, в них приняли участие 2 млн. 125 тыс. москвичей — 31 % от общего числа избирателей. В бюллетени были включены 357 кандидатов. По итогам голосования в МГД прошли 35 человек, в том числе 17 депутатов Думы I созыва.
Фаворитами предвыборной гонки считались четыре объединенных блока:
- Демократический альянс партий «Демократический выбор России» (ДВР), «Наш дом — Россия» (НДР) и «Яблоко»
- Блок «Моя Москва», в который входили отделения КПРФ, Аграрной партии, Российского общенародного союза и других оппозиционных движений
- Блок Николая Гончара
- Блок «За справедливость!», который возглавлял первый вице-премьер правительства Москвы Олег Толкачев.

## Структура
Была утверждена постановлением Московской городской Думы от 14 января 1998 года № 4 и дополнена постановлением Московской городской Думы от 29 сентября 1999 года № 95.
- Проблемные (постоянные) комиссии:
  - по экономической политике
  - по организации власти и развитию самоуправления
  - по социальной политике
  - бюджетно-финансовая
  - по законности и безопасности
  - по предпринимательству
  - по жилищной политике и коммунальной реформе
  - по экологической политике
  - по организации работы Думы
  - по нормативной базе городской инфраструктуре

- Специальные (постоянные и временные) комиссии:
  - по Регламенту, правилам и процедуре
  - по награждению Почетными грамотами и Почетными дипломами МГД

- Рабочие группы

## Состав
| ФИО                               | Партия                            | Зона ответственности | Примечания |
| --------------------------------- | --------------------------------- | --- | --- |
| Антонов Игорь Евгеньевич          |                                   | Координировал деятельность по направлениям: "Вексельное обращение и решение проблемы неплатежей в городе Москве ", «Инженерное и энергетическое обеспечение города», был заместителем председателя бюджетно-финансовой комиссии Думы, членом комиссий по экономической политике, по жилищной политике и коммунальной реформе, по законности и безопасности                   | |
| Балашов Евгений Борисович         |                                   | Занимался развитием сети центров «Дети Улиц», летних профилактических лагерей для «трудных подростков», курировал вопросы по борьбе с детской безнадзорностью. | Депутат I созыва |
| Бочаров Олег Евгеньевич           | НДР                               | Председатель Комиссии по законности и безопасности Мосгордумы | |
| Бунимович Евгений Абрамович       | «Яблоко»                          | Координатор по вопросам культуры, искусства и образования МГД | |
| Васильев Владимир Алексеевич      | НДР                               | Председатель комиссии по социальной политике | |
| Войков Андрей Иванович            |                                   | | |
| Вышегородцев Михаил Михайлович    |                                   | Председатель бюджетно-финансовой комиссии | |
| Гончаров Сергей Алексеевич        |                                   | | Депутат I созыва |
| Двуреченских Виктор Александрович |                                   | Возглавлял комиссию Московской городской Думы и Администрации города Москвы по нормативной базе земельных и имущественных отношений | Полномочия досрочно прекращены с марта 2000 года                                                                                                 |
| Драгункина Зинаида Федоровна      |                                   | Председатель комиссии по социальной политике | Была выдвинута на выборы избирателями. Баллотировалась при поддержке мэрии Москвы (т. н. список Лужкова); по итогам голосования получила 25,39 % |
| Загребной Юрий Леонтьевич         |                                   | Координировал деятельность по работе и взаимодействию со СМИ, страхованию имущественных рисков и информационно-аналитическому обеспечению деятельности Думы | |
| Катаев Дмитрий Иванович           |                                   | Заместитель председателя Комиссии по организации власти и развитию самоуправления, координатор направления «наука и инновационная инфраструктура» | Депутат I созыва |
| Катушенок Владимир Кузьмич        | Кандидат дембольшинства           | Председатель комиссии по экологической политике | Депутат I созыва |
| Ковалевский Виталий Федорович     |                                   | Председатель специальной комиссии по награждению Почетными грамотами Московской городской Думы и Почетными дипломами Московской городской Думы; автор ряда принятых Думой законодательных актов, в том числе Законов г. Москвы «О Почетных гражданах города Москвы», «О гимне города Москвы», «О гербе и флаге города Москвы», «О праздниках и памятных датах города Москвы» | |
| Крутов Александр Николаевич       | Партия конституционных демократов | Заместитель председателя МГД | Депутат I созыва |
| Лисиненко Игорь Васильевич        |                                   | Заместитель председателя бюджетно-финансовой комиссии | Полномочия досрочно прекращены с декабря 1999 года                                                                                               |
| Лобок Геннадий Васильевич         |                                   | | |
| Локтионов Сергей Владимирович     |                                   | Член бюджетно-финансовой комиссии, комиссии по социальной политике; Координировал деятельность Думы по направлениям: социальное обеспечение инвалидов и нетрудоспособных и физическая культура. | |
| Москвин-Тарханов Михаил Иванович  |                                   | Координировал работу Думы в области архитектуры и охраны исторического наследия. Занимался связями с религиозными организациями | Депутат I созыва |
| Московченко Николай Михайлович    |                                   | | Депутат I созыва |
| Музыря Олег Игоревич              |                                   | Председатель бюджетно-финансовой комиссии. Курировал привлечение иностранных инвестиций, соблюдение антимонопольного и налогового законодательства, банковскую деятельность, регулирование деятельности внебюджетных фондов, международные связи | |
| Никитина Алевтина Анатольевна     | Кандидат дембольшинства           | Координатор по вопросам внешнеэкономических связей и дипломатических представительств, член комиссии по экономической реформе, бюджетно-финансовой комиссии | Депутат I созыва |
| Новицкий Иван Юрьевич             | ДВР                               | Председатель Комиссии Московской городской думы и Правительства Москвы по нормативной базе земельных и имущественных правоотношений | Депутат I созыва |
| Орлов Степан Владимирович         |                                   | | |
| Осадчий Сергей Юрьевич            |                                   | Координировал деятельность по направлениям: гражданская оборона и чрезвычайные ситуации, противопожарная безопасность, был председателем комиссии по предпринимательству, заместителем председателя комиссии по экологической политике, членом комиссий по экономической политике, по социальной политике, по законности и безопасности.                                     | Депутат I созыва |
| Осокина Ирина Львовна             |                                   | Член комиссий Думы по социальной политике, бюджетно-финансовой, по жилищной политике и коммунальной реформе, по нормативной базе городской инфраструктуры. | |
| Платонов Владимир Михайлович      |                                   | Председатель МГД | Депутат I созыва |
| Плотников Владимир Константинович |                                   | Председатель комиссии по организации власти и развитию самоуправления, был сопредседателем совместной с администрацией Москвы комиссии по перспективному развитию Москвы; в октябре 2001 г. Московской городской Думой второго созыва был избран её представителем в Совете Федерации РФ на срок до окончания её полномочий в декабре 2001 г.                                | Депутат I созыва. Полномочия досрочно прекращены с октября 2001 года                                                                             |
| Присяжнюк Валентина Ивановна      |                                   | Координатор по вопросам здравоохранения, член Комиссии по социальной политике, курировала муниципальные округа Преображенское, Богородское, Метрогородок, Сокольники | Депутат I созыва |
| Рукина Ирина Михайловна           |                                   | Председатель комиссии по экономической политике и являлась координатором промышленности г. Москвы | Депутат I созыва |
| Соловьев Константин Станиславович |                                   | Член комиссий Думы по законности и безопасности, по социальной политике, по экологической политике, по организации работы Думы | |
| Стебенкова Людмила Васильевна     | ДВР                               | Координатор по направлениям: здравоохранение, ипотечное кредитование, лекарственное обеспечение льготных категорий населения, профилактика и борьба с наркоманией, член бюджетно-финансовой комиссии Думы, член комиссий по социальной политике, по жилищной политике и коммунальной реформе                                                                                 | Депутат I созыва |
| Хованская Галина Петровна         | Яблоко                            | Председатель Комиссии по жилищной политике и коммунальной реформе Московской городской думы | Депутат I созыва |
| Шарандин Юрий Афанасьевич         |                                   | Председатель Комиссии по Регламенту, правилам и процедурам | Полномочия досрочно прекращены с сентября 2001 года                                                                                              |
| Широков Андрей Вячеславович       |                                   | Возглавлял постоянную комиссию по нормативной базе городской инфраструктуры. За время депутатской деятельности входил в тройку самых активных депутатов. Внес 1320 поправок к проектам законов города Москва, из них принято 401. Внес 360 поправок к проектам постановлений, из них принято 149.                                                                            | |